# 危地马拉内战
危地马拉内战是1960年到1996年之间发生的一场战争。冲突双方分别是当时的危地马拉当局以及大量左翼反叛组织，这些反叛组织主要受到玛雅人以及拉丁裔农民的支持，而这些人绝大部分是穷人。在战争当中，危地马拉当局被控犯下针对玛雅民族的屠杀罪，以及各种针对平民的反人权行动。
在1944年至1951年之间的民主选举中，左翼政党上台执政。不过，美国支持卡洛斯·卡斯蒂略·阿马斯的政变，最后导致危地马拉出现多年的独裁统治。1970年，危地马拉民主组织党赢得选举后上台，本来应该执政到1982年，结果里奥斯·蒙特将军带领军官夺取了权力。于是，当时的土著居民与其他佃农就组成了反抗力量，以反对长期以来对其的政治经济压迫。最后于80年代，军政府逐渐控制了整个国家，并建立起一套半机密的高效率社会管制体制。
当时，斗争不仅仅是在军队与反叛军之间，更是在政府与社会各个阶层之间。大量的土著权益争取者、反政府嫌疑人、归国难民、批判主义学者与学生，以及左倾政治家等等，都被政府列为打击对象并成为牺牲者。因此危地马拉政府成为拉丁美洲第一个广泛使用“强制消失”手段来打压异己的政府，从1966年开始到战争结束，被“强制消失”的人口数估计达到4万至5万个人。估计共有二十万人死于或“消失”于这场战争，大多数是由军队、警察与高级官员造成的。
2009年，危地马拉高等法院宣判菲利普·古桑内罗为“强制消失”罪行的首要责任人。2013年，前总统埃弗来茵·里奥·蒙特被指控大屠杀罪。当时判决是80年监禁，不过由于法院程序违规，审判被延后到2015年7月23日。

## 背景

### 社会架构
战争之前，危地马拉各社会阶层分为三部分：
- 土生白人后裔阶层，该个阶层来自于早前从西班牙来到中美洲殖民者的后代，尽管大部分其实已经有混血。他们是当时的上层阶级，掌握政治经济和文化生活，是接受教育的阶层；
- 混血人种，这个阶层是由土生白人与土著居民、外国移民等等混合而来，是社会里向的中产阶级，经营小商店、小企业，或是做下层官吏；
- 原住民，主要是占全国人口将近一半的玛雅人，又分两种：
  - “莫索斯·科洛诺斯”，这类人在大农场里，被分配到小块土地的耕种权，每年要工作某一段时间；
  - “莫索斯·豁纳雷洛斯”，这类人相当于是短雇工，按工作日算工资。

这里有一件事值得注意：由于严重的债务盘剥，实际上佃农雇工们全是没有公平的酬劳的，也是没有转换工作的人身自由的。

### 豪爾赫·乌維科的统治
1931年，独裁将军豪爾赫·乌維科在美国支持下上台。他利用高效的管制手腕建立起中美洲历史上最残酷的镇压体制。他利用广布全国的眼线来拘捕并杀害异见人士。作为一位富商，同时作为反共主义者，他同联合水果公司、大地主与城市精英一起，去压迫农民。1929年经济危机爆发后，外需不振，危地马拉的咖啡种植园经营不善，他开始推行债务奴隶制度，并通过法律来让地主可以自家处决奴隶。
乌維科将军不单单是一个法西斯主义分子，更是一个种族主义分子，曾经针对土著居民发表过言辞激烈的说辞，例如“像动物一样”的人需要通过军事化训练来“文明化”，就像“驯化驴子”一样。他将上万公顷的土地分拨联合水果公司，并且给其免税资格；他还让美国军队在危地马拉驻军。他常常拿自己与拿破仑皇帝进行比较，并且在全国各个机关安插军队人员，对国家实行军事化管理，还经常到各地“视察”。
在这种背景之下，中产阶级也开始不满意，各种示威反抗接二连三出现，乌維科阵营内部也有分裂迹象。迫于压力，乌維科假意宣布勒1944年举行“大选”，随后操纵选举并立费德里科·邦赛·怀伊德斯为傀儡总统。此举进一步引发社会各界不满，政府与军队内部也开始分裂。反对势力组织起来，当年10月，一位被乌比科流放到萨尔瓦多的军官哈科布·阿尔本斯·古斯曼带领一群革命士兵同学生发动政变。新政府成立后不就就宣布改革，扩大工人与农民的权利，又于1952年通过法律宣布重新分配土地，直接威胁到大地主与联合水果公司的利益。
于是，美国政府迅速命令中央情报局着手展开PBFORTUNE行动，要求清剿危地马拉的“共产主义叛乱”。危地马拉右翼军官卡洛斯·卡斯蒂里奥·阿尔马斯被美国人选中并发动政变，终止了改革。他解散左翼政党与团体，禁止组织工会，并将土地还给联合水果公司以及地主。此举导致全国种族主义歧视、剥削与压迫泛滥，为内战的开头埋下基础。

## 过程
卡洛斯·卡斯蒂里奥·阿尔马斯发动政变3年后，就被其自家警卫射杀，动机不明。米格尔·伊迪戈拉斯·弗恩特斯上台，继续高压统治。1960年11月13号，一群左翼军官发动政变失败。一部分人被处决，逃走的就去危地马拉东部的山林之中打游击，并得到古巴革命领导人菲德尔·卡斯特罗的支持。危地马拉内战正式拉开序幕。
1964年开始，政府军于东部地区发动大规模攻势，企图剿灭左翼游击队。美国也不断增加对危地马拉军政府的支援，并与1965年派出美国特种部队进入危地马拉。但是这场战争注定是全民族性质的，在危地马拉广大城镇与农村，每一片土地上全有对游击队满怀感激之情的人民，就连首都危地马拉城也不例外。军政府为保护自身安全、监控全国局势，着手建立起总统情报机构，进行残酷镇压的统治，在数十年里做出暗杀、屠杀、种族灭绝（含種族文化滅絕和種族滅絕式強姦）、對婦女實施性暴力（尤其是對瑪雅人）等相關事件层出不穷，骇人听闻。而美国军事干预于卡特政府上台之后被迫逐步撤出危地马拉，原因也是种族屠杀事件已经被公之于众。